# Степное (Орловская область)
Степное — деревня в Свердловском районе Орловской области. Входит в состав Яковлевского сельского поселения.

## География
Деревня расположена по обоим берегам небольшого притока реки Бич. 
Уличная сеть представлена одним объектом: Отдалённая улица.

## Население
| 2010 |
| ---- |
| 1    |

## Транспорт
Автодорога местного значения. 
Поселковые (сельские) дороги.